# 500 de zile cu Summer
500 de zile cu Summer (titlu original: 500 Days of Summer, stilizat ca (500) Days of Summer) este un film american din 2009 scris de Scott Neustadter și  Michael H. Weber și  regizat de Marc Webb. În rolurile principale joacă actorii Joseph Gordon-Levitt și Zooey Deschanel.

## Distribuție

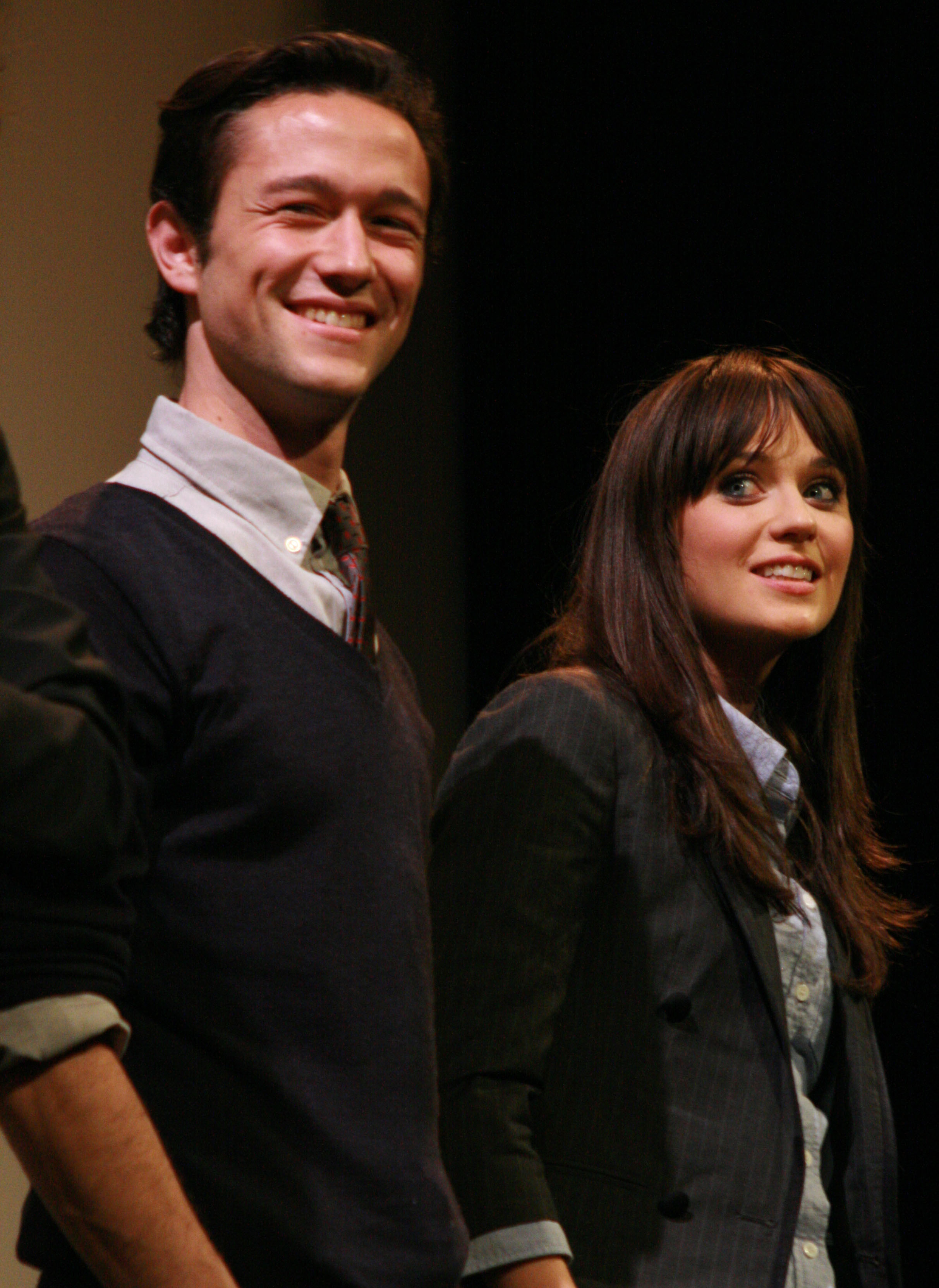
Joseph Gordon-Levitt și Zooey Deschanel.

- Joseph Gordon-Levitt -  Tom Hansen
- Zooey Deschanel - Summer Finn
- Geoffrey Arend - McKenzie
- Chloë Grace Moretz - Rachel Hansen
- Matthew Gray Gubler - Paul, unul dintre prietenii lui Tom
- Clark Gregg - Vance, șeful lui Tom
- Patricia Belcher - Millie
- Rachel Boston - Alison
- Minka Kelly - Autumn
- Maile Flanagan - Rhoda
- Yvette Nicole Brown - Vance's New Secretary
- Olivia Bagg - Young Summer
- Richard McGonagle - Narator